# Dinámica stokesiana
La Dinámica de Stokes es una técnica de solución para la ecuación de Langevin, que es la forma relevante de la segunda ley de Newton para un partícula browniana. El método trata las partículas suspendidas en un sentido discreto, mientras que la aproximación continua sigue siendo válida para el fluido circundante, es decir, se supone que las partículas suspendidas son generalmente mucho más grandes que las moléculas del disolvente. Las partículas interactúan entonces a través de fuerzas hidrodinámicas transmitidas por el fluido continuo y, cuando el número de Reynolds de las partículas es pequeño, estas fuerzas se determinan mediante las ecuaciones lineales de Stokes (de ahí el nombre del método). Además, el método también puede resolver fuerzas no hidrodinámicas, como las fuerzas brownianas, que surgen del movimiento fluctuante del fluido, y fuerzas entre partículas o externas. La dinámica de Stokes puede aplicarse así a una gran variedad de problemas, como la sedimentación, la difusión y la reología, y su objetivo es proporcionar el mismo nivel de comprensión de los sistemas particulados multifásicos que la dinámica molecular proporciona de las propiedades estadísticas de la materia. Para {\displaystyle N} partículas rígidas de radio {\displaystyle a} suspendidas en un fluido newtoniano incompresible de viscosidad {\displaystyle \eta } y densidad {\displaystyle \rho }, el movimiento del fluido se rige por las ecuaciones de Navier-Stokes, mientras que el movimiento de las partículas se describe mediante la ecuación de movimiento acoplada:
{\displaystyle \mathbf {m} {\frac {d\mathbf {U} }{dt}}=\mathbf {F} ^{\mathrm {H} }+\mathbf {F} ^{\mathrm {B} }+\mathbf {F} ^{\mathrm {P} }.}
En la ecuación anterior, {\displaystyle \mathbf {U} } es la velocidad de traslación/rotación de la partícula de dimensión 6N. {\displaystyle \mathbf {F} ^{\mathrm {H} }} es la fuerza hidrodinámica, es decir, la fuerza ejercida por el fluido sobre la partícula debido al movimiento relativo entre ellos. {\displaystyle \mathbf {F} ^{\mathrm {B} }} es la fuerza estocástica browniana debida al movimiento térmico de las partículas del fluido. {\displaystyle \mathbf {F} ^{\mathrm {P} }} es la fuerza determinista no hidrodinámica, que puede ser casi cualquier forma de fuerza interparticular o externa, por ejemplo, la repulsión electrostática entre partículas con cargas iguales. La dinámica browniana es una de las técnicas más populares para resolver la ecuación de Langevin, pero la interacción hidrodinámica en la dinámica browniana está muy simplificada y normalmente solo incluye la resistencia de un cuerpo aislado. Por otro lado, la dinámica de Stokes incluye las interacciones hidrodinámicas entre muchos cuerpos. La interacción hidrodinámica es muy importante para las suspensiones en desequilibrio, como una suspensión cortada, donde desempeña un papel vital en su microestructura y, por lo tanto, en sus propiedades. La dinámica de Stokes se utiliza principalmente para suspensiones en desequilibrio, donde se ha demostrado que proporciona resultados que concuerdan con los experimentos.